# 吳道行 (萬曆丁丑進士)
吳道行（1536年—？），字名世，一字達甫，號虚菴，山東濟南府濱州人，軍籍，明朝政治人物。

## 生平
嘉靖四十年（1561年）辛酉科山東鄉試第三十四名，萬曆五年（1577年）丁丑科會試第二百九十八名，登三甲第二百二十名進士。八年授刑部湖广司主事，历员外郎、郎中，出为长沙府知府。万历二十二年（1594年）十月升山西参政，二十六年五月升河南按察使，再升山西右布政使，二十七年十二月加太仆寺卿致仕。

## 家族
曾祖吳瓘，曾任清丰县縣丞；祖父吳宜，曾任撫寧縣教諭；父吳士進，曾任壽官赠承德郎刑部湖广司主事。母成氏，赠安人；繼母尚氏。弟吴道齊。